# Rudy Muñoz
Rudy Josué Muñoz Boteo (Petapa, 6 febbraio 2005) è un calciatore guatemalteco, attaccante del CSD Municipal e della nazionale guatemalteca.

## Carriera

### Club
Cresciuto nel settore giovanile del CSD Municipal, club della prima divisione guatemalteca, ha debuttato in prima squadra l'8 maggio 2022 in occasione dell'ultima giornata di Liga Nacional de Fútbol pareggiato 0-0 contro il Deportivo Achuapa. A partire dalla stagione 2024-2025 è stato promosso stabilmente in prima squadra dove ha iniziato a giocare con regolarità.

### Nazionale
Ha giocato nella nazionale guatemalteca Under-20.
Ha esordito con la nazionale maggiore guatemalteca il 16 marzo 2025 nell'incontro amichevole vinto 2-1 contro l'Honduras.
Nel 2025 è stato inserito nella lista di convocati per la Gold Cup 2025.

## Statistiche

### Presenze e reti nei club
Statistiche aggiornate al 7 giugno 2025.
| Stagione        | Squadra         | Campionato      | Campionato | Campionato | Coppe nazionali | Coppe nazionali | Coppe nazionali | Coppe continentali | Coppe continentali | Coppe continentali | Altre coppe | Altre coppe | Altre coppe | Totale | Totale | Totale |
| Stagione        | Squadra         | Comp            | Pres       | Reti       | Comp            | Pres            | Reti            | Comp               | Pres               | Reti               | Comp        | Pres        | Reti        | Pres   | Reti   |        |
| --------------- | --------------- | --------------- | ---------- | ---------- | --------------- | --------------- | --------------- | ------------------ | ------------------ | ------------------ | ----------- | ----------- | ----------- | ------ | ------ | ------ |
| 2021-2022       | CSD Municipal   | LN              | 1          | 0          | CG              | 0               | 0               | -                  | -                  | -                  | -           | -           | -           | 1      | 0      |        |
| 2022-2023       | CSD Municipal   | LN              | 1          | 0          | CG              | 0               | 0               | -                  | -                  | -                  | -           | -           | -           | 1      | 0      |        |
| 2023-2024       | CSD Municipal   | LN              | 1          | 0          | CG              | 0               | 0               | -                  | -                  | -                  | -           | -           | -           | 1      | 0      |        |
| 2024-2025       | CSD Municipal   | LN              | 41         | 10         | CG              | 0               | 0               | CCAC               | 1                  | 0                  | -           | -           | -           | 42     | 10     |        |
| Totale carriera | Totale carriera | Totale carriera | 44         | 10         |                 | 0               | 0               |                    | 1                  | 0                  |             | -           | -           | 45     | 0      |        |

### Cronologia presenze e reti in nazionale
| Cronologia completa delle presenze e delle reti in nazionale ― Guatemala | Cronologia completa delle presenze e delle reti in nazionale ― Guatemala | Cronologia completa delle presenze e delle reti in nazionale ― Guatemala | Cronologia completa delle presenze e delle reti in nazionale ― Guatemala | Cronologia completa delle presenze e delle reti in nazionale ― Guatemala | Cronologia completa delle presenze e delle reti in nazionale ― Guatemala | Cronologia completa delle presenze e delle reti in nazionale ― Guatemala | Cronologia completa delle presenze e delle reti in nazionale ― Guatemala |
| Data                                                                     | Città                                                                    | In casa                                                                  | Risultato                                                                | Ospiti                                                                   | Competizione                                                             | Reti                                                                     | Note                                                                     |
| ------------------------------------------------------------------------ | ------------------------------------------------------------------------ | ------------------------------------------------------------------------ | ------------------------------------------------------------------------ | ------------------------------------------------------------------------ | ------------------------------------------------------------------------ | ------------------------------------------------------------------------ | ------------------------------------------------------------------------ |
| 16-3-2025                                                                | Fort Lauderdale                                                          | Honduras                                                                 | 1 – 2                                                                    | Guatemala                                                                | Amichevole                                                               | -                                                                        |                                                                          |
| 21-3-2025                                                                | Bridgetown                                                               | Guyana                                                                   | 3 – 2                                                                    | Guatemala                                                                | Gold Cup 2025 - Play-Off                                                 | -                                                                        |                                                                          |
| 25-3-2025                                                                | Ciudad de Guatemala                                                      | Guatemala                                                                | 2 – 0                                                                    | Guyana                                                                   | Gold Cup 2025 - Play-Off                                                 | -                                                                        |                                                                          |
| 31-5-2025                                                                | Chattanooga                                                              | El Salvador                                                              | 1 – 1                                                                    | Guatemala                                                                | Amichevole                                                               | -                                                                        |                                                                          |
| 6-6-2025                                                                 | Ciudad de Guatemala                                                      | Guatemala                                                                | 4 – 2                                                                    | Rep. Dominicana                                                          | Qual. Mondiali 2026                                                      | -                                                                        | 78’                                                                      |
| 10-6-2025                                                                | Kingston                                                                 | Giamaica                                                                 | 3 – 0                                                                    | Guatemala                                                                | Qual. Mondiali 2026                                                      | -                                                                        | 46’                                                                      |
| 16-6-2025                                                                | Carson                                                                   | Giamaica                                                                 | 0 – 1                                                                    | Guatemala                                                                | Gold Cup 2025 - 1° turno                                                 | -                                                                        | 84’                                                                      |
| 20-6-2025                                                                | San Jose                                                                 | Guatemala                                                                | 0 – 1                                                                    | Panama                                                                   | Gold Cup 2025 - 1° turno                                                 | -                                                                        |                                                                          |
| 24-6-2025                                                                | Houston                                                                  | Guadalupa                                                                | 2 – 3                                                                    | Guatemala                                                                | Gold Cup 2025 - 1° turno                                                 | -                                                                        | 41’                                                                      |
| 29-6-2025                                                                | Minneapolis                                                              | Canada                                                                   | 1 – 1 (5 – 6 dtr)                                                        | Guatemala                                                                | Gold Cup 2025 - Quarti di finale                                         | -                                                                        | 71’                                                                      |
| 2-7-2025                                                                 | St. Louis                                                                | Stati Uniti                                                              | 2 – 1                                                                    | Guatemala                                                                | Gold Cup 2025 - Semifinale                                               | -                                                                        | 65’                                                                      |
| Totale                                                                   |                                                                          | Presenze                                                                 | 11                                                                       |                                                                          | Reti                                                                     | 0                                                                        |                                                                          |